# مجلس خبراء القيادة

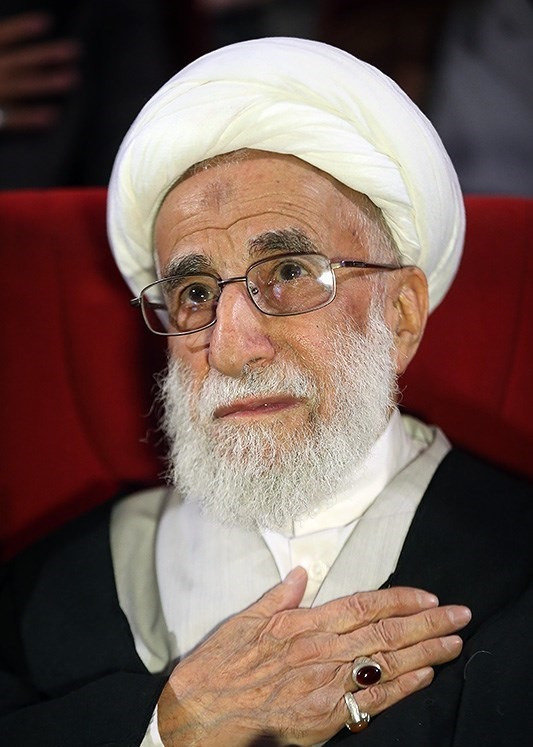
آية الله أحمد جنتي الرئيس الحالي لمجلس الخبراء للقيادة وكذلك مجلس صيانة الدستور

يعتبر مجلس خبراء القيادة  الإيرانية الهيئة الأساسية في النظام الإيراني الذي عهد إليه الدستور مهمة تعيين وعزل قائد الثورة الإسلامية في إيران، ويتألف هذا المجلس حالياً من 88 عضواً يتم انتخابهم عن طريق اقتراع شعبي مباشر لدورة واحدة مدتها ثماني سنوات، بحيث تمثل كل محافظة بعضو واحد داخل هذا المجلس طالما كان عدد سكانها نصف مليون نسمة، وكلما زادت الكثافة عن ذلك، زاد معها تمثيلها بعدد الأعضاء. رئيس الدورة الحالية للجمعية هو أحمد جنتي، الذي انتخب في 24 مايو 2016.

## انتخابات المجلس
أجريت الدورة الأولى لانتخابات مجلس خبراء القيادة في أكتوبر عام 1982، وكان تعداد أعضائه آنذاك 83 عضواً، بينما عقدت الدورة الثانية عام 1990، بعدد 85 عضواً. وقد شارك في تلك الانتخابات الأخيرة نحو 17 مليون ناخب من إجمالي 38 مليون ناخب ممن لهم حق الانتخاب، أي كانت نسبة المشاركة 47%.

## أركان المجلس
يتكون هذا المجلس من هيئة رئاسية، وأمانة عامة، وهيئة تحقيق، ولجان متخصصة، بعد وفاة رئيسه السابق آية الله علي مشكيني، ترأسه علي أكبر هاشمي رفسنجاني الرئيس الإيراني الأسبق، ورئيس مجلس تشخيص مصلحة النظام السابق، ثم تبعه محمد رضا مهدوي كني و بعد وفاة الشيخ مهدوي كاني في 21 أكتوبر عام 2014 م، اُنتخب آية الله محمد يزدي لرئاسة هذا المجلس في تاريخ 10 مارس عام 2015 م، وفي عام 2016 وبعد عقد الدورة الأخيرة لانتخابات مجلس خبراء القيادة، انتخب آية الله أحمد جنتي، في 24 مايو 2016 لرئاسة هذا المجلس. يجتمع هذا المجلس مرة كل عام، ولا يتقاضى أعضاؤه راتباً.

## أبرز الأعضاء
من أبرز الأسماء التي دخلت هذا المجلس منذ تأسيسه:
| - أحمد آذري قمي - محسن الأراكي - إبراهيم الأميني - أحمد جنتي - جوادي آملي - خاتم اليزدي - أحمد خاتمي - روح الله خاتمي - علي خامنئي - خرّازي - أبو القاسم خزعلي - صادق خلخالي - موسوي خوئيني ها | - درّي نجف آبادي - حسن روحاني - يوسف صانعي - جلال الدين طاهري - طاهري الخرم آبادي - أحمد علم الهدي - محمود علوي - محمد فاضل اللنكراني - علي فلاحيان - إمامي كاشاني - موحدي كرماني - صادق لاريجاني - محمد المؤمن | - محمد ري شهري - علي مشكيني - مصباح اليزدي - مظاهري - مرتضي مقتدايي - مهدوي كني - موسوي أردبيلي - عبد النبي نمازي - هاشمي رفسنجاني - الهاشمي الشاهرودي - واعظ الطبسي - محمد يزدي. - إبراهيم رئيسي |

## المجلس والدستور الإيراني
تنص المادة (107) من الدستور الإيراني على أن مجلس خبراء القيادة هو الذي يعين الشخصية الدينية التي تتوافر فيها كل الشروط الدينية والفقهية لتولي منصب قائد الثورة الإسلامية (الولي الفقيه). والمعروف أن قائد الثورة هو الذي يحتل الموقع الأول على هرم الدولة الإيرانية، وهو المحور الأساسي في نظامها والتي من بين صلاحياته أيضاً رسم السياسات العامة للنظام والإشراف على مدى سلامة تنفيذ هذه السياسات من الناحية الدينية والدستورية، وتعيين وعزل فقهاء مجلس صيانة الدستور، ورئيس السلطة القضائية، ورئيس مؤسسة الإذاعة والتلفزيون، ورئيس هيئة الأركان المشتركة للقوات المسلحة، وإعلان الحرب، وكذلك التوقيع على أمر تنصيب رئيس الجمهورية بعد انتخابه من قبل الشعب، وعزله أيضاً. بينما تتمثل وظائف واختصاصات مجلس خبراء القيادة في تعيين قائد آخر في الحالات الضرورية التالية:
1. إذ ما طرأت للقائد القائم حادثة تعطله عن أداء عمله.
2. إذا ما توفي، يقوم هذا المجلس بتعيين قائد آخر.

## المهام
يتولى هذا المجلس الإشراف على أعمال القائد، والملاحظ أن مهمة الإشراف التي يقوم بها مجلس الخبراء هي مباشرة وغير مباشرة في الوقت نفسه، حيث يقوم أعضاء هذا المجلس بدراسة قرارات القائد وفقاً للمادة (110) من الدستور الإيراني ويقيمونها، فإذا ما وجدوا إبهاماً في جانب من جوانبها اتصلوا بالقائد واستفسروا بشأنه سواء أكان ذلك بطريقة مباشرة أو غير مباشرة، ولهذا المجلس أمانة عامة تضم مجموعة من العلماء والمحققين تقوم بعمل دراسة للقضايا المختصة بالحكومة من النواحي السياسية والاجتماعية.

## آلية العمل
يقوم الخبراء - وهم الفقهاء المتمتعون بخبرات فقهية خاصة والمنتخبون من الشعب - باكتشاف الشخص المناسب لمنصب الولي الفقيه (قائد الثورة الإسلامية في إيران)، من بين الفقهاء العدول الموجودين ومن ثم يعلنونه على الناس، وهذا بدوره يعني أن رأي هؤلاء الكاشفين بمثابة الشاهد أو البينة على هذا الولي من منطلق ما لديهم من خبرات، لذلك سرعان ما لقب هؤلاء الكاشفون باصطلاح الخبراء الذي اشتهروا به بين الناس.

## العلاقة بين الخبراء والشعب
وفقاً لطريقة الكشف والتشخيص يتم انتخاب الخبراء الكاشفين للولي الفقيه المعلن عنه، من قبل الشعب بشكل مباشر للوكالة عنهم، من منطلق فلسفة رجوع غير المتخصص إلى المتخصص، في الكشف والتعيين لولاية الأمر بشكل غير مباشر، أي منهم حق التفويض لكي يتماشى الأمر مع أسس الحكومة المعينة.

## معرض صور

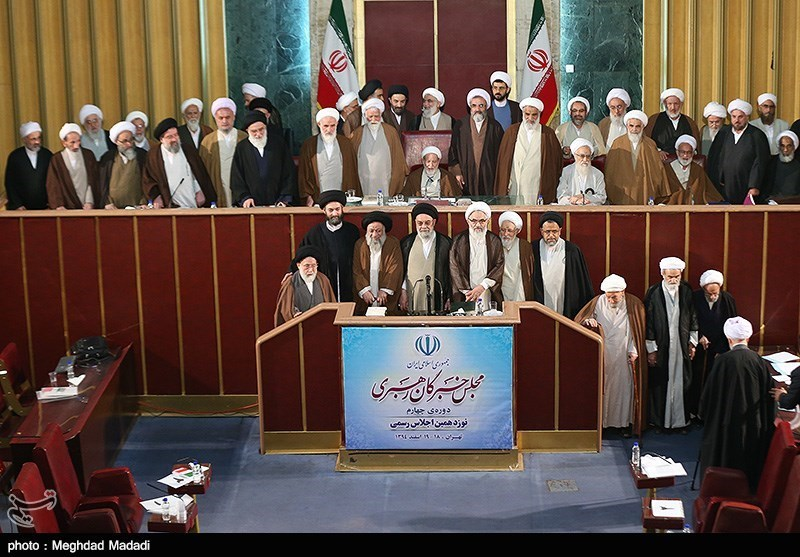
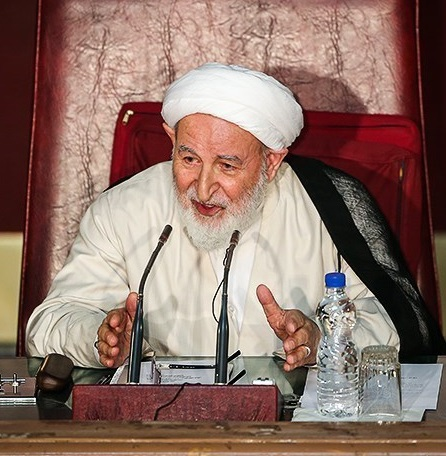
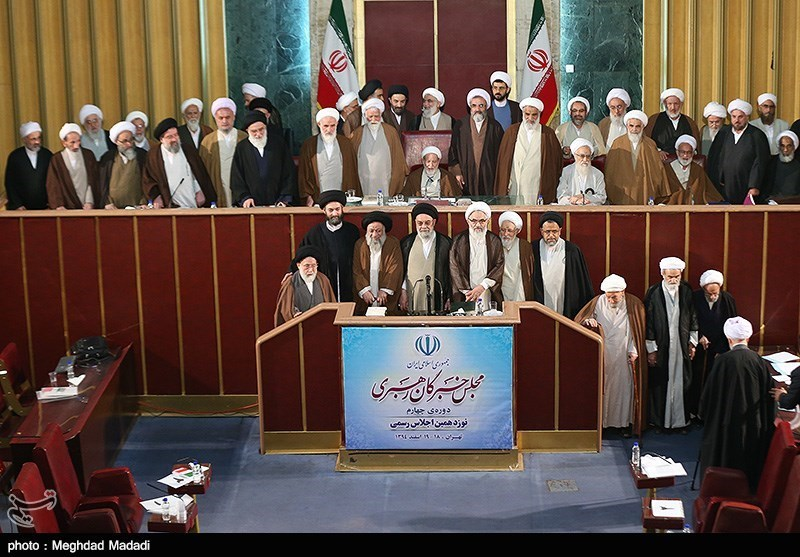
رئيس ونائب رئيس مجلس الخبراء
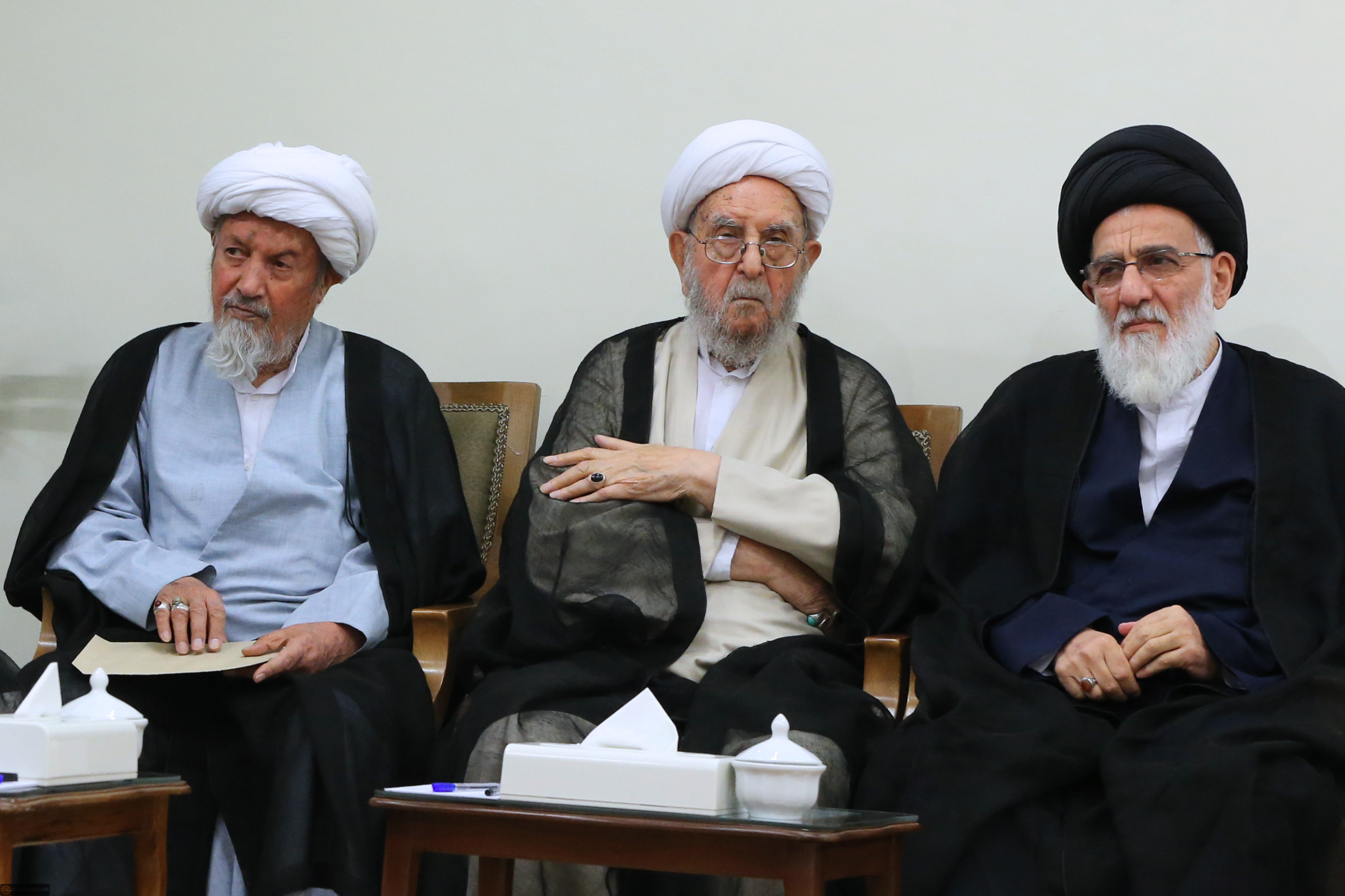
لقاء أعضاء مجلس الخبراء القياديين مع المرشد الأعلى
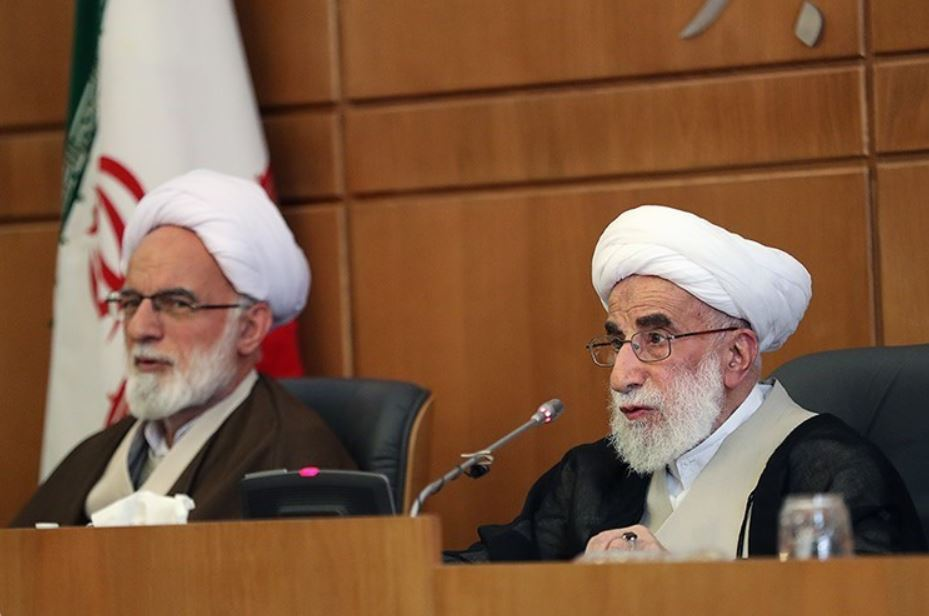
أحمد جنتي ، رئيس مجلس الخبراء القياديين ، بجانب قربان علي ضاري نجف آبادي.
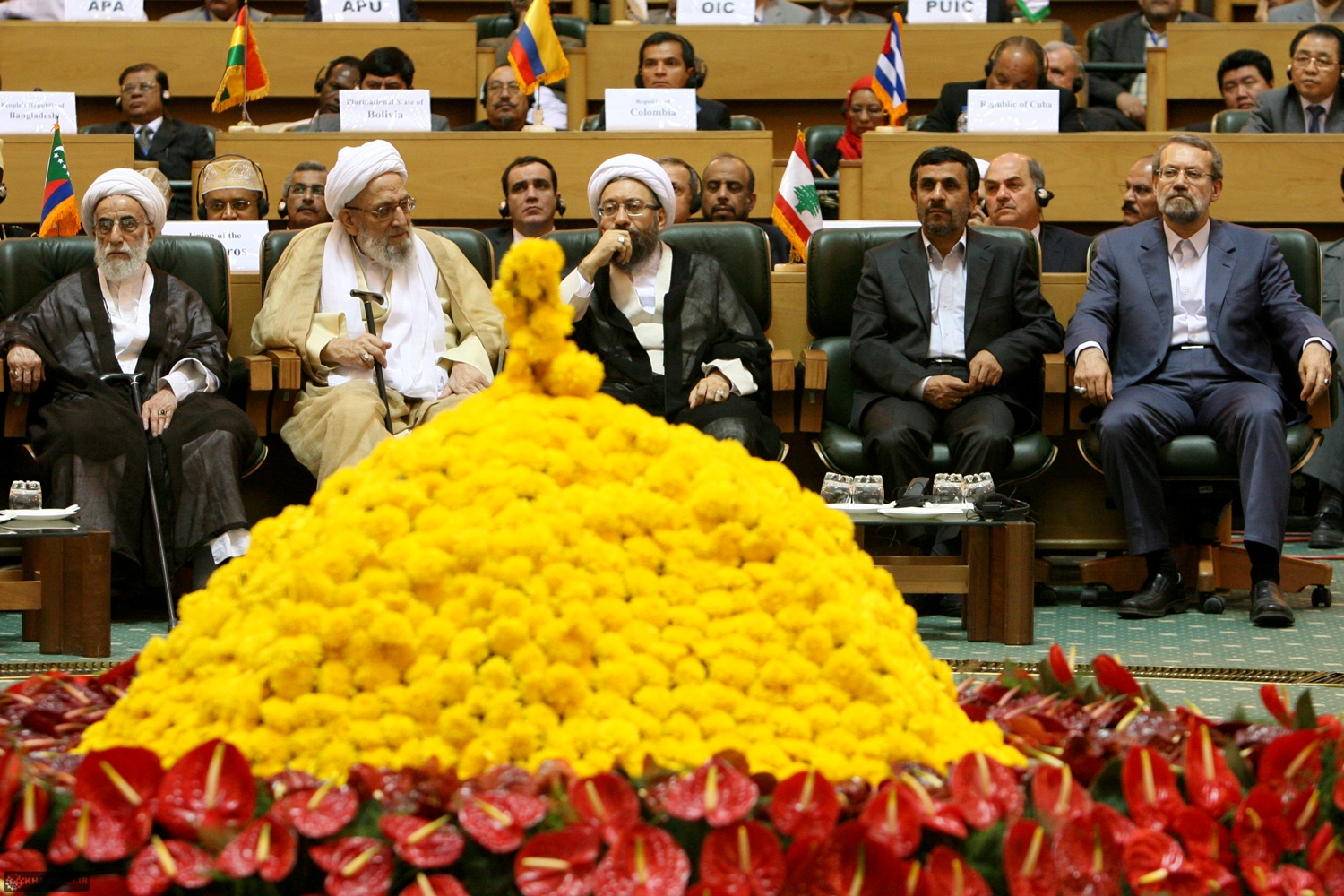
أحمد جنتي ، رئيس مجلس خبراء القيادة في مؤتمر دعم الانتفاضة الفلسطينية
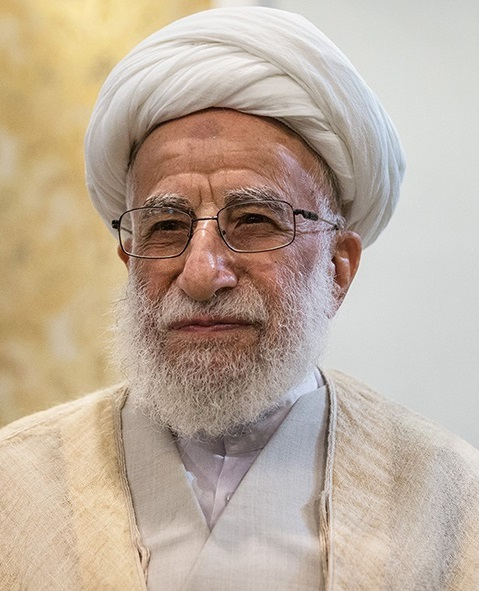
أحمد جنتي ، رئيس مجلس خبراء القيادة
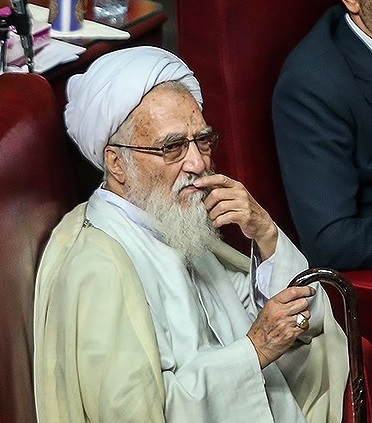
علي مهدي كرماني النائب الأول لرئيس مجلس خبراء القيادة
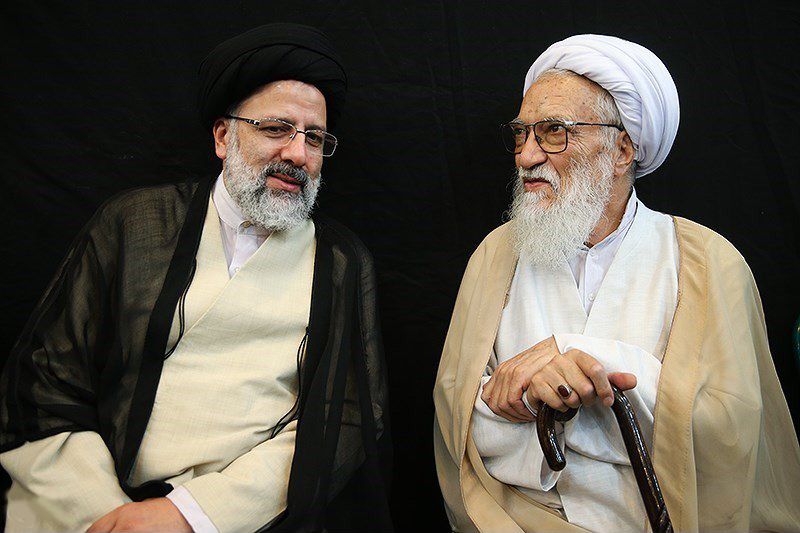
محمد علي مهدي كرماني النائب الأول لرئيس مجلس خبراء القيادة بجانب سيد ابراهيم رئيسي.
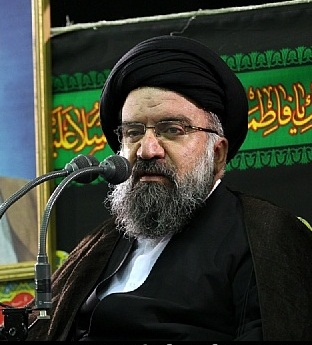
أحمد خاتمي ، السكرتير الأول لمجلس خبراء القيادة في حسينية «الإمام الخميني».
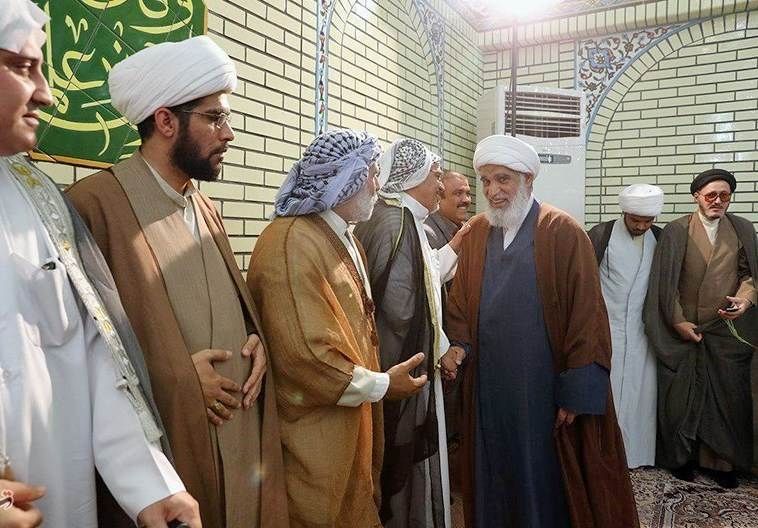
عباس الكعبي نصاب السكرتير الثاني لتجمع خبراء القيادة في جماعة من أهل الأحواز
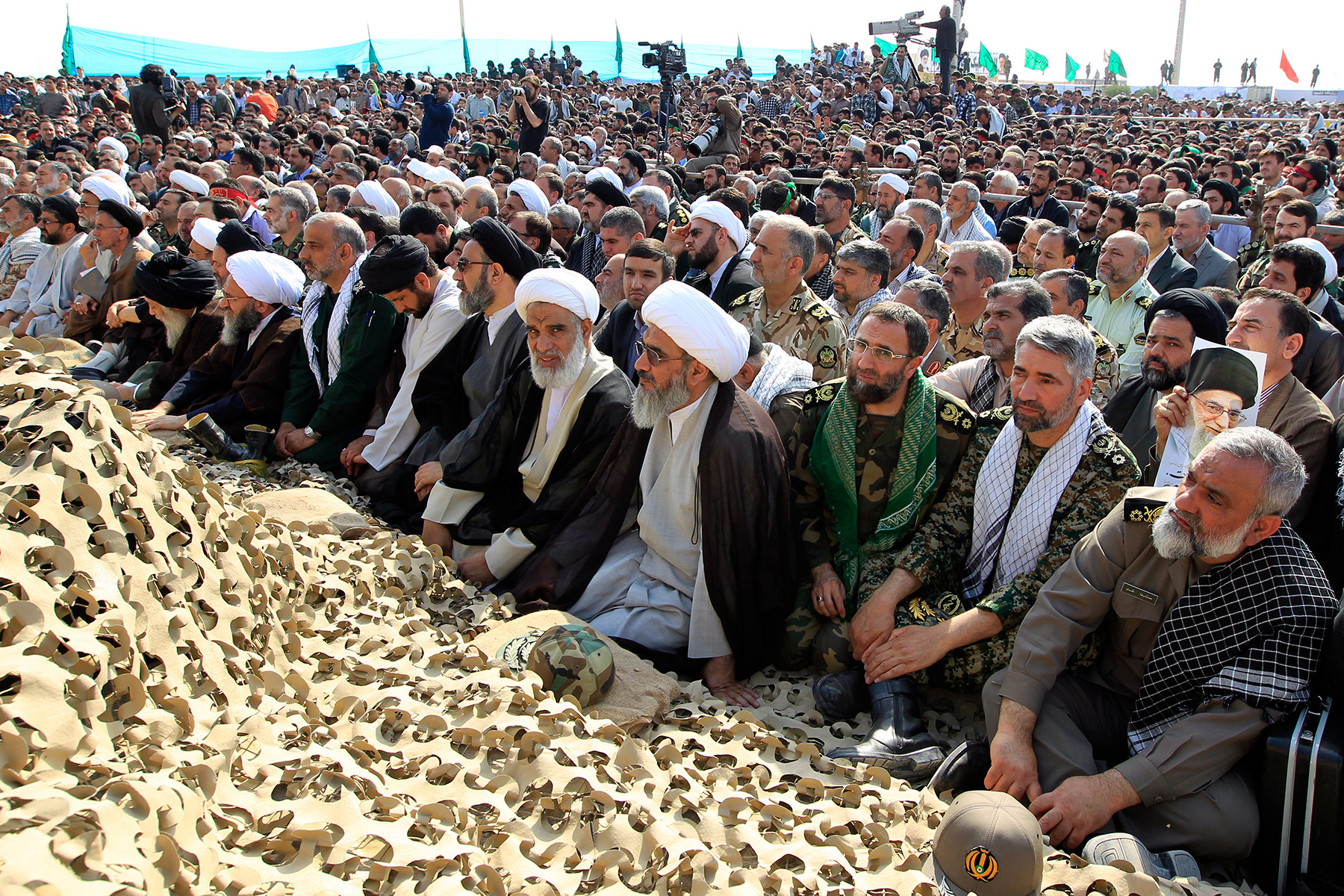
حضور عباس الكعبي السكرتير الثاني لمجلس الخبراء القياديين في ذكرى شهداء شرق كارون
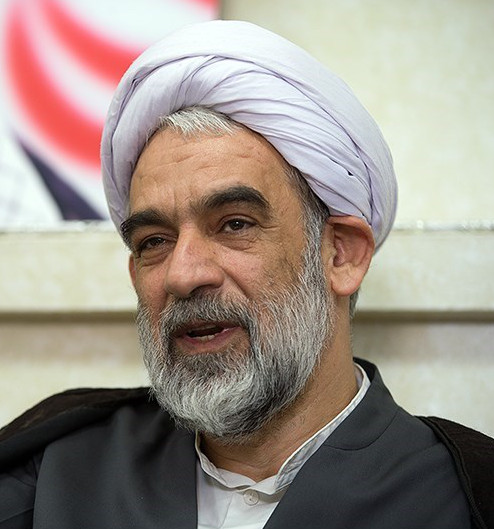
مقابلة إخبارية مع محسن قمي المدير الإداري والمالي لمجلس خبراء القيادة
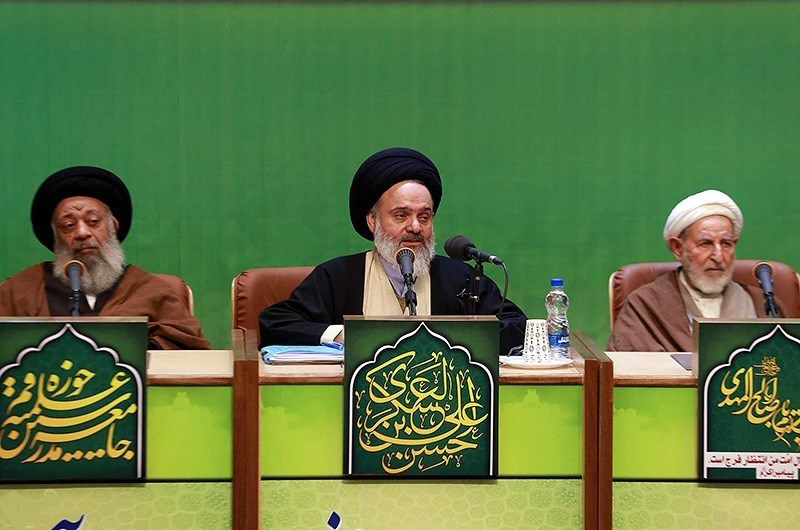
ألقى محسن قمي ، المدير الإداري والمالي لمجلس خبراء القيادة ، كلمة في الاجتماع السنوي لجمعية معلمي حوزة قم.
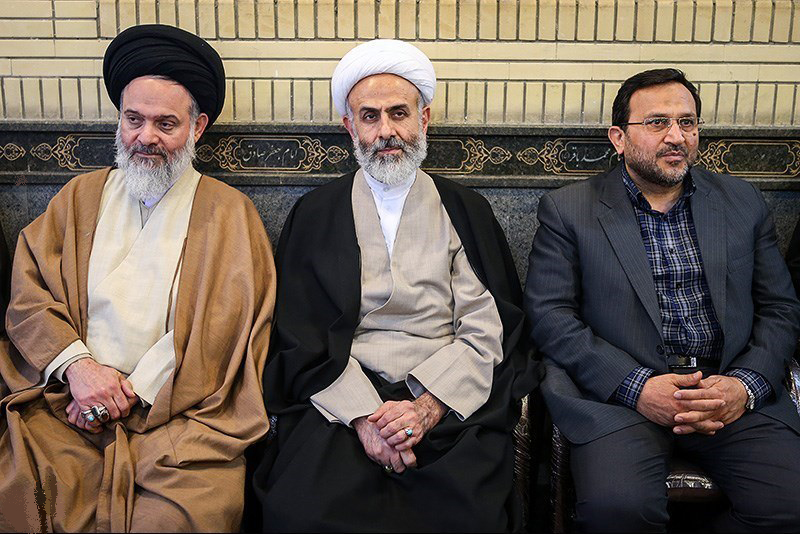
محسن قمي، العامل الإداري والمالي لجمعية خبراء القيادة في مجلس الجنازة
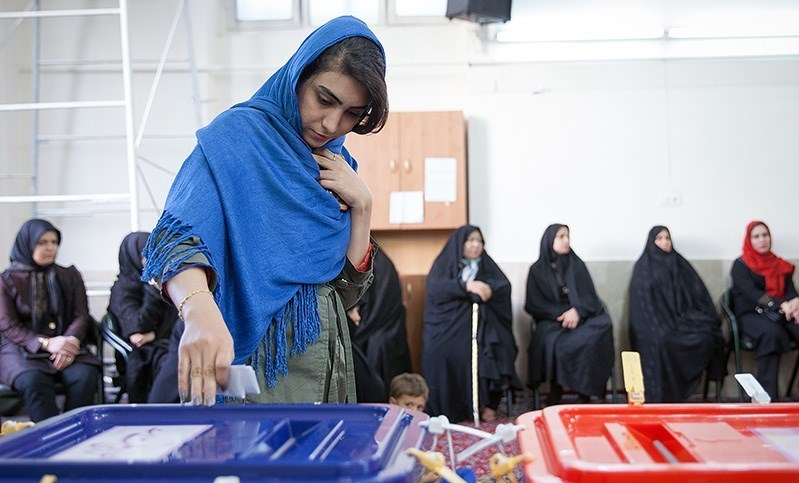
انتخابات الجمعية وخبراء القيادة
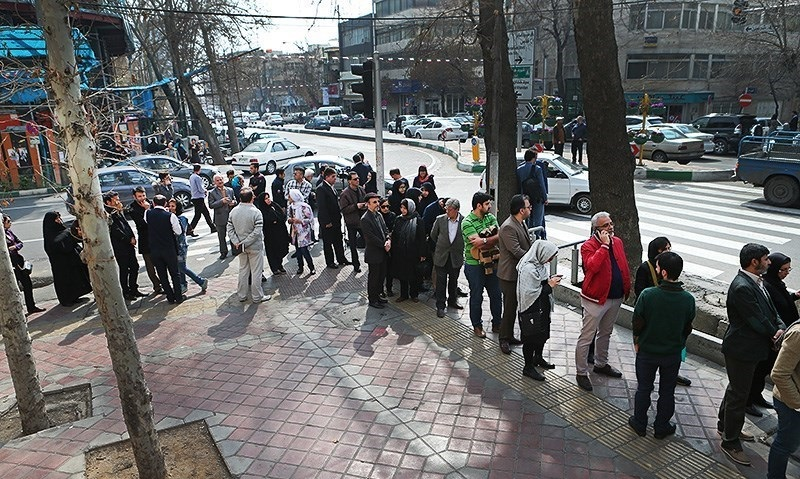
حضور للخبراء والقياديين في الانتخابات النيابية